# Кенаса (Київ)
Кенаса́ в Ки́єві — колишня кенаса, що розміщувалася за адресою вулиця Ярославів Вал, 7. Неподалік від Золотих воріт. Кенаса побудована з ініціативи Соломона Когена та з благословення київського газана Йосипа Султанського протягом 1898—1902 років архітектором Владиславом Городецьким та інженером Антоном Страусом. Будівля відрізняється красою та розкішшю оздоблення в мавританському стилі. З 1981 року тут розмістився республіканський Будинок актора.

## Історія
Караїмська громада Києва в 1896 році нараховувала 292 особи. Для купівлі земельної ділянки під будівництво кенаси та житлового будинку, доходи від якого могли б йти на благодійні потреби караїмської громади, Коген виділив 35 000 карбованців.
Попри те, що в 1897 році Коген отримав параліч, він продовжував особисто керувати справами. Соломон Коген помер у 1900 році. У заповіті він передбачив, крім іншого, і кошти для завершення будівництва храму. Справу Соломона Когена продовжив його брат, Мойсей. Всього на будівництво витрачено близько 200 000 карбованців.
Урочисте освячення кенаси здійснив 27 січня 1902 року гахам Таврійський і Одеський Самуїл Пампулов. На церемонії були присутні віце-губернатор, міський голова, ректор університету, інші офіційні особи.
Споруду було прикрашено чудовим куполом надзвичайної краси з ліпними прикрасами роботи італійця Еліо Саля з використанням досить дорогого у той час матеріалу — цементу.
Після встановлення радянської влади кенасу закрили. Діяльність громади було припинено.
З 1926 року будівлю передано в користування просвітніх установ. Закриття кенаси затверджене рішенням Малої ради ВУЦВК від 27 липня 1927 року.
Під час Другої світової війни тут відбувалося Римо-католицьке богослужіння, потім діяв ляльковий театр, а з 1952 року — кінотеатр повторного фільму «Зоря».

## Сучасність
З 1981 року тут розмістився республіканський Будинок актора.
Будівлі кенаси завдано непоправної шкоди. Сьогодні храму не вистачає істотної деталі — сферичного купола зі шпилем. У 1970-і роки до кенаси прибудовано невелике приміщення, через яке легко можна пройти в будівлю.
Київське караїмське національно-культурне товариство «Догунма» («Відродження») не висувало вимог про повернення кенаси караїмам. Чисельність караїмів у Києві скоротилася з 292 осіб у 1896 році, коли було започатковано будівництво кенаси, до 43 осіб, за останнім переписом 2001 року.

## Галерея

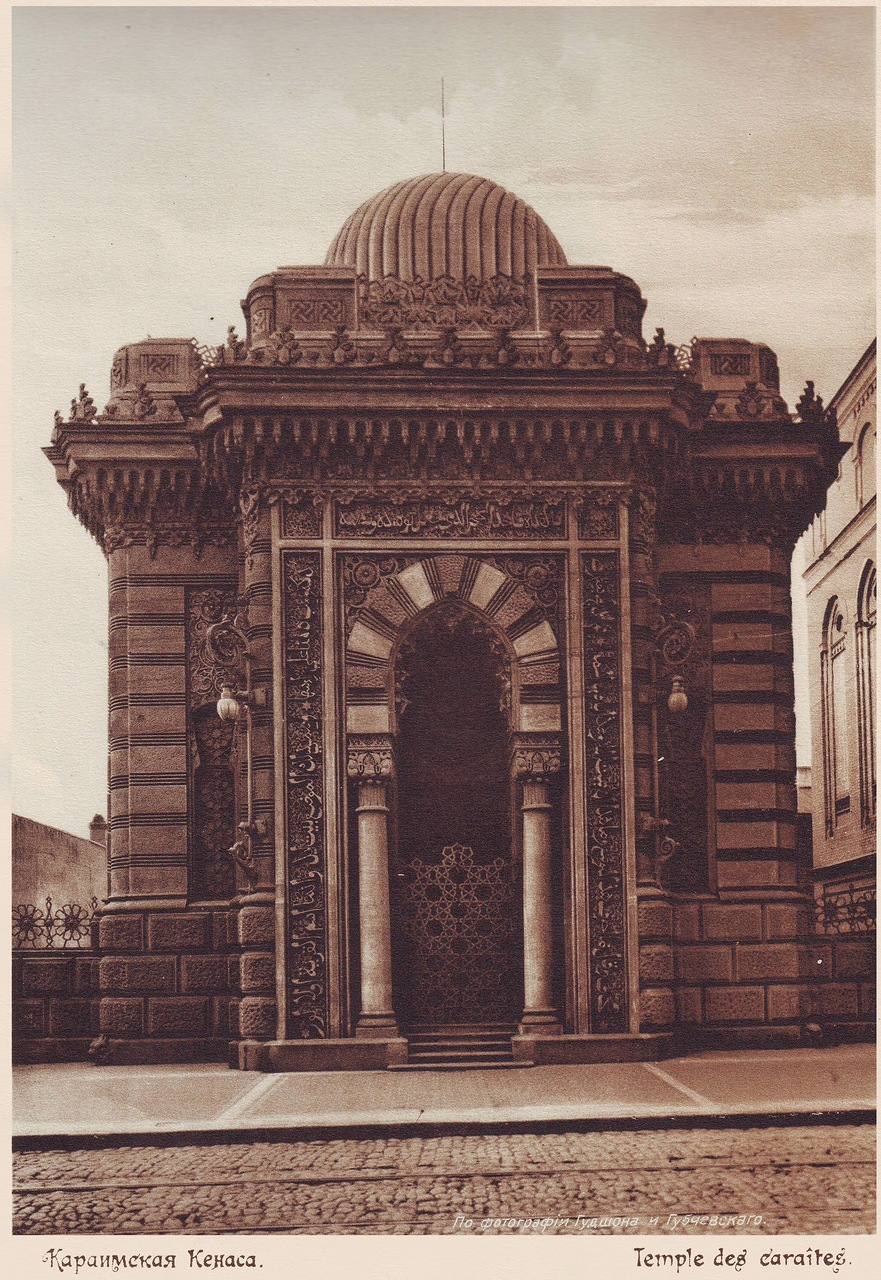
Головний фасад, 1911
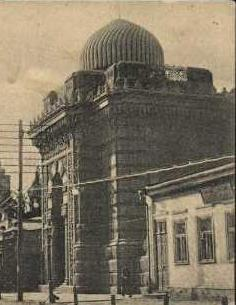
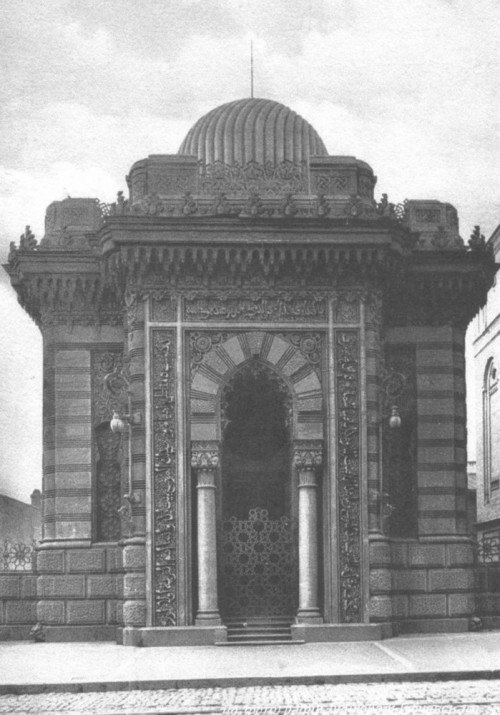
Головний фасад, 1900
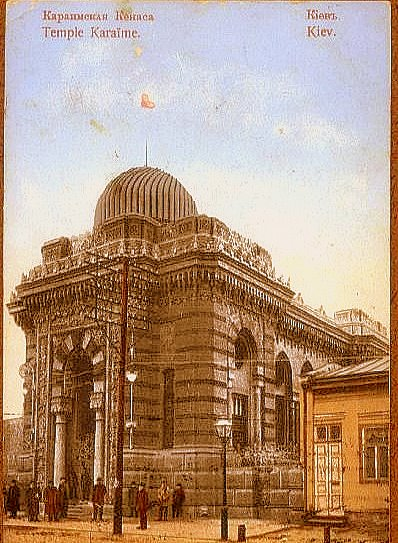
На листівці, 1900
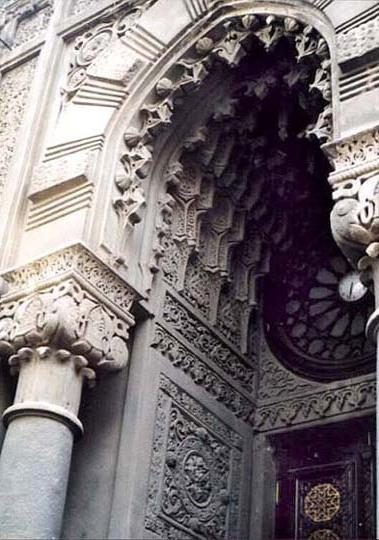
Арка над входом
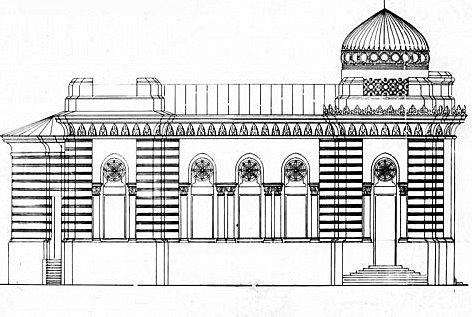
Боковий вигляд
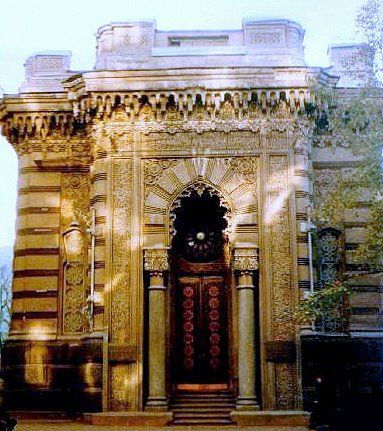
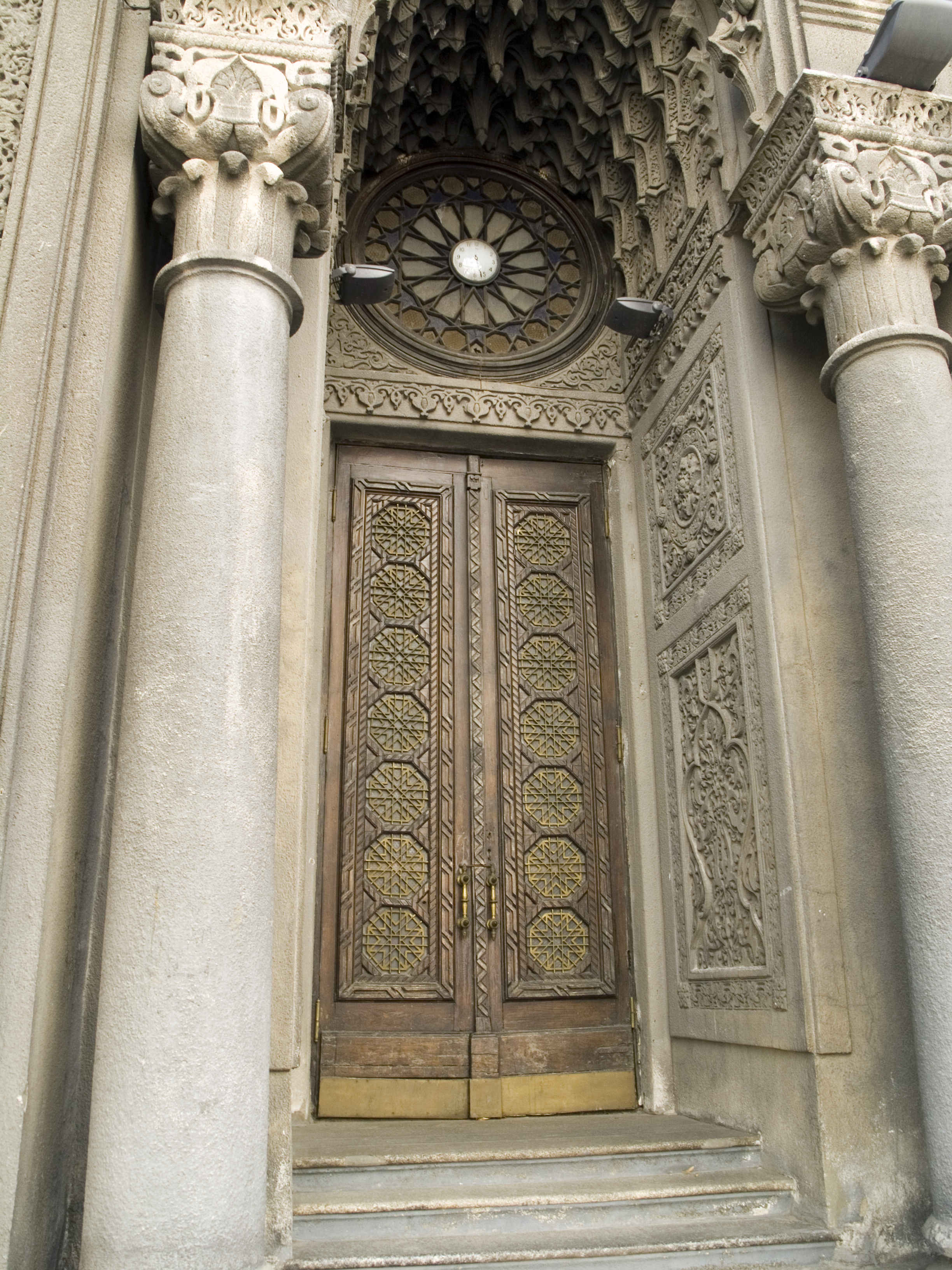
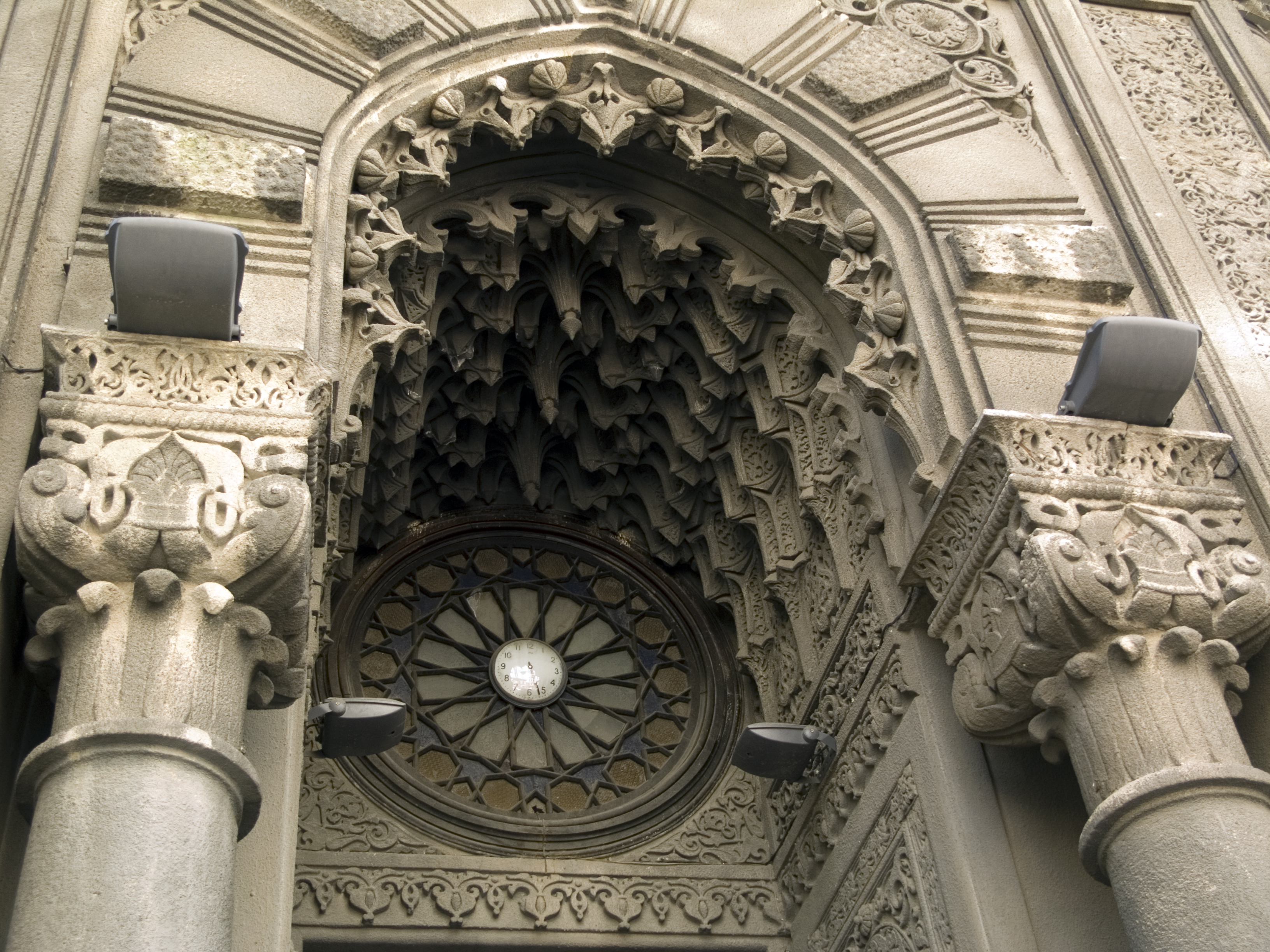
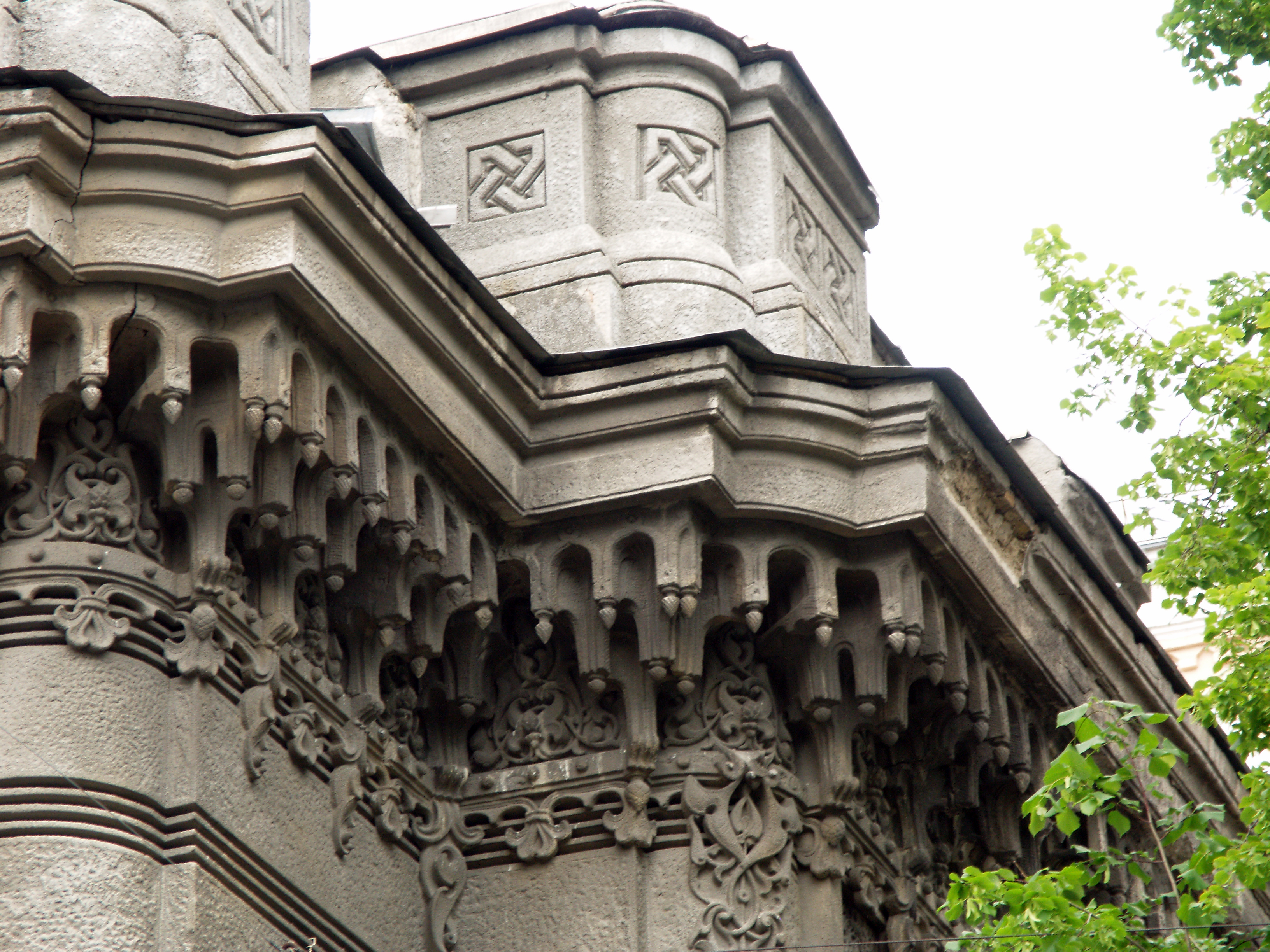